# (7530) Mizusawa
(7530) Mizusawa est un astéroïde de la ceinture principale.

## Description
(7530) Mizusawa est un astéroïde de la ceinture principale. Il fut découvert le 15 avril 1994 à Kitami par Kin Endate et Kazuro Watanabe. Il présente une orbite caractérisée par un demi-grand axe de 2,62 UA, une excentricité de 0,17 et une inclinaison de 15,1° par rapport à l'écliptique.

## Compléments